# 愛知県立小坂井高等学校

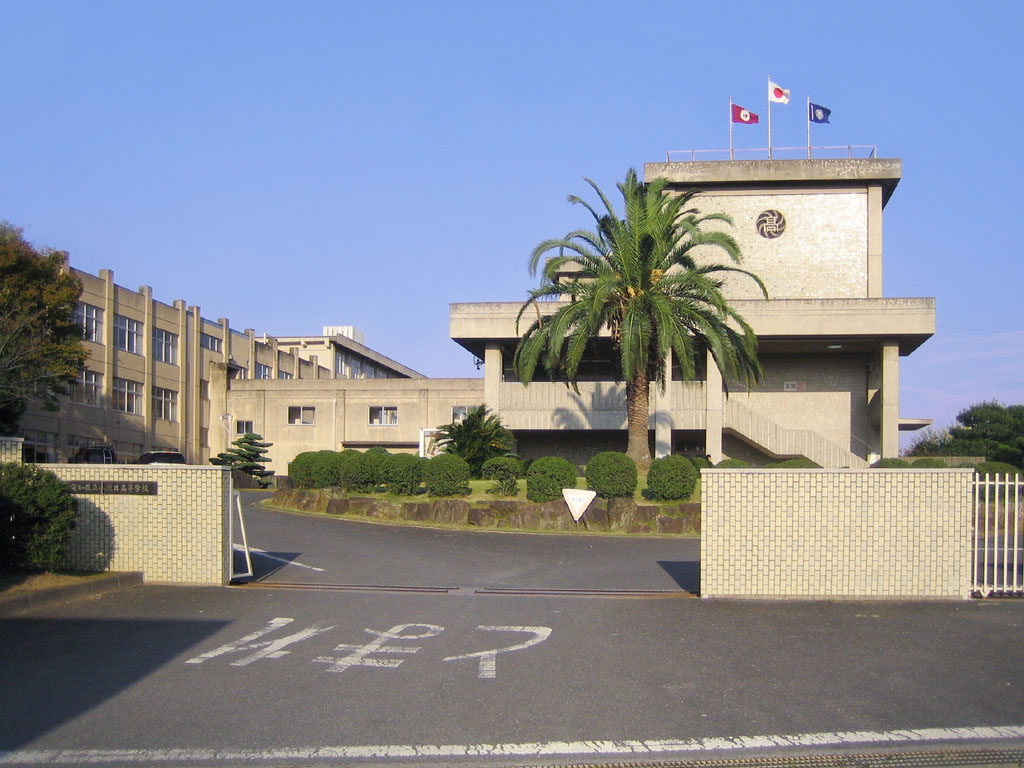
校門

愛知県立小坂井高等学校（あいちけんりつ こざかいこうとうがっこう）は、愛知県豊川市小坂井町欠田にある公立高等学校。普通科単独校である。

## 概要
校章の由来は、花はぐま。昭和40年代後半の進学者増で、豊川・宝飯地区で1校増設されるにあたり、豊川市と小坂井町（当時）で誘致を争って、小坂井町に創設された。
なお、旧・小坂井町内には1949年（昭和24年）から1952年（昭和27年）に蒲郡高校の分校が設置されていたことがあったが、それ以来の高校復活である。

## 沿革
- 1976年（昭和51年）4月1日 - 開校。

## 現況
通学圏は、豊川市、豊橋市が中心で、それ以外の市町村からの進学は僅かである。
創設当時は、学校の方針で生徒会主催の「祭」と名の付くものはさせず、文化鑑賞会、体育大会などの運営であった。1993年（平成5年）、前期生徒会の活動及び働きかけにより、ごく一般な「文化祭」となり、生徒によるバンド演奏など活発的なものとなり、その後校風も厳しいイメージからゆるやかになる。

## 部活動
東三河地方に2校しかない女子サッカー部がある。

### 運動部
- 男子バスケットボール
- 女子バスケットボール
- 男子バレーボール
- 女子バレーボール
- 野球
- 男子サッカー
- 女子サッカー
- 陸上競技
- 硬式テニス
- 卓球
- 剣道
- ソフトボール
- 弓道
- バドミントン
- 水泳

### 文化部
- 美術
- 吹奏楽
- 茶道
- 華道
- 自然科学
- 写真
- 演劇
- 文芸

### 同好会
- 調理

## 著名な卒業生
- 小原佳代子 - 元南海放送アナウンサー
- 奥田亜希子 - 小説家
- 加藤晴子 - 歌手、元あみんメンバー[2]
- 清水宏臣 - 元プロ野球選手[3]